# Strange Behaviour
A Strange Behaviour az angol Duran Duran remixalbuma, amelyet az EMI adott ki 1999 márciusában.
A cím a "Skin Trade" dal egyik sorából származik: "would someone please explain, the reason for this strange behaviour". Az együttes használta korábban a "Strange Behaviour"-t, mint az 1987-es turnéjuk címe. Japánban és Olaszországban a Notorious album remix EP-je szintén "Strange Behavior" címen jelent meg (amerikai-angol helyesírással, az 'u' nélkül).
Miután az együttessel az EMI szerződést bontott 1997-ben a Medazzaland után, elkezdtek dolgozni az együttes diszkográfiájával. 1998-ban kiadtak egy válogatásalbumot Greatest címen, majd elkezdtek kiadni nehezen elérhető dalok CD verzióit. 
A következő években az EMI egyre több korábbi Duran Duran-anyagot adott ki, például újra megjelentették az első négy albumot, két díszdobozt és egy videóklip kollekciót.

## A zene
Az album két CD-n jelent meg és gyakorlatilag félbe vágta az együttes remixeit. Az első CD-n az összes 12" remix szerepelt az 1981-1984-es időszakból, míg a második CD-n a második Duran Duran érából szerepeltek remixek, amikor egy egy kislemezhez több alternatív verziót is kiadtak.
A kiadásra az EMI előásott két, addig nem megjelent remixet, a "Planet Earth" és a "Hold Back the Rain" Night Mix verzióit. 

## Számlista
CD One 1981–1984:
1. "Planet Earth (Night Mix)" – 6:58
2. "Girls on Film (Night Version)" – 5:31
3. "My Own Way (Night Version)" – 6:37
4. "Hungry Like the Wolf (Night Version)" – 5:12
5. "Hold Back the Rain (Remix)" – 6:38
6. "Rio (Carnival Version)" – 6:41
7. "New Religion (Carnival Version)" – 5:19
8. "Is There Something I Should Know? (Monster Mix)" – 6:41
9. "Union of the Snake (The Monkey Mix)" – 6:28
10. "New Moon on Monday (Extended Version)" – 6:03
11. "The Reflex (Dance Mix)" – 6:33
12. "The Wild Boys (Wilder Than Wild Boys Extended Mix)" – 8:01

CD Two 1986–1993:
1. "Notorious (Extended Mix)" – 5:15
2. "Skin Trade (Stretch Mix)" – 7:41
3. "'Meet El Presidente'" (12" Version) – 7:14
4. "American Science" (Chemical Reaction Mix) – 7:42
5. "I Don't Want Your Love (Dub Mix)" – 7:36
6. "All She Wants Is (US Master Mix)" – 7:19
7. "Violence of Summer (Love's Taking Over) (Power Mix)" – 4:58
8. "Come Undone (Come Undub)" – 4:47
9. "Love Voodoo" (Sidney St. 12" Mix) – 4:40
10. "Too Much Information" (12" Jellybean Mix) – 6:43
11. "None of the Above" (Drizabone 12" Mix) – 6:36
12. "Drowning Man" (D:Ream Ambient Mix) – 6:45